# Беквит, Джулия Кэтрин
Джулия Кэтрин Беквит (Харт) (англ. Julia Catherine Beckwith; 10 марта 1796, Фредериктон — 28 ноября 1867, Фредериктон) — канадская писательница. Её роман «Монастырь святой Урсулы» стал первым опубликованным произведением под авторством уроженца Канады.

## Биография
Родилась во Фредериктоне, провинция Нью-Брансуик. Её мать, Джулия-Луи Ле Бран, происходила из богатой французской семьи, которая переехала в Канаду на рубеже 17-го и 18-го веков. Отец Джулии был выходцем из Новой Англии и владел крупной кораблестроительной компанией. Впечатления от юношеских путешествий в Квебек и Новую Шотландию позднее находили отклик и в произведениях Беквит. В 1820 году после гибели отца она с семьёй переехала в Верхнюю Канаду, где создала общеобразовательную школу. Тогда же она встретила будущего мужа, Джорджа Генри Харта (свадьба состоялась в период с 1822 по 1824 годы).

## Творческая деятельность
Мать Беквит была католиком, но Джулия не разделяла её взглядов и придерживалась методизма. Однако вера матери оказала большое влияние на первый роман писательницы «Монастырь святой Урсулы» (или «Настоящее канады»), на момент создания которого автору было 17 лет.
Беквит понадобилось чуть больше 10 лет, чтобы найти издателя для своего произведения. В 1824 году Хью Томас согласился опубликовать роман под названием «Монастырь святой Урсулы, или Настоящее Канады; содержит эпизоды из реальной жизни», как предполагала Джулия, без указания авторства. Тираж книги был небольшим: всего 165 копий. Роман подвергся критике за излишнюю сложность.
После переезда в США она создала роман «Тонаванда, или Приёмный сын Америки; Индейская история», опубликованный в Рочестере под заголовком «От Американца».  В 1831 году вместе с мужем и шестью детьми вернулась в Фредериктон, где написала роман «Эдит» (или «Гибель»), но он так и остался неизданным.
В произведениях Беквит сюжет разворачивался вокруг драматичных событий, таких как кораблекрушения, подмены младенцев и «гнусных» действий священников. Её романы не были востребованы в её время, однако интересны исследователям в первую очередь с точки зрения истории, ведь она была писателем, рождённым в Канаде.

## Смерть
В 1867 году в возрасте 71 года Беквит скончалась во Фредериктоне.

## Наследие
Работы Беквит не получали должного внимания вплоть до конца 19-го века, когда канадская литература стала набирать популярность. В 1904 году начальник библиотеки Торонто Джеймс Бэйн приобрёл на аукционе копию первого романа писательницы «Монастырь святой Урсулы» всего за 8 долларов. В настоящее время пять копий произведения хранятся в различных библиотеках Северной Америки, в том числе Библиотеке Конгресса США и национальной библиотеке Квебека. 